# 内藤メアリ
内藤 メアリ（ないとう メアリ、1974年6月3日 - ）は、埼玉県春日部市出身の日本の元女子プロレスラー。身長164cm、体重61kg。

## 所属
- アイスリボン（2011年 - 2014年）

## 経歴
2011年
2月26日、アイスリボン268・道場マッチにて、対都宮ちい戦でデビュー。プロレス教室での1年間の練習を経てデビューすることになった。
4月1日、19時女子プロレス初参戦。対つくし、宮城もち戦で初勝利（パートナーは真琴）。
2012年
3月20日、アイスリボン後楽園ホール大会「アイスリボンマーチ2012」にてユニオンプロレス所属の石川修司の従姉妹を名乗る「石川ジャイ子」とオンリー・オーバー・ザ・トップロープマッチを行い勝利を飾る。シングル戦ではこれが初勝利。
- この大会以前のアイスリボンの後楽園ホール大会においてオーバー・ザ・トップロープルールのイリミネーションマッチに2度出場していたが、2度とも1分少々でトップロープを超えてしまい敗退している。「後楽園にはトラウマがある」と座談会で語り、自らこの試合形式を希望した。
- 石川ジャイ子は身長195cm体重120kgを誇る超巨大女子プロレスラーであり、DDTなどに参戦歴がある。

6月2日、アイスリボン394・道場マッチにて、トリオユニット対決として新田猫子・成宮真希のNキューブとして参戦、藤本つかさ・志田光・松本都のマッスルビーナスと対戦し敗退する。
- 試合後の座談会にて、この日の他試合に出場していたユニオンプロレスのチェリーから「コスチュームがダサい」と難癖をつけられ挑発される。チェリーはプロレスラーとしてデビューしてからずっと「ファンタジー」として実年齢の公表を避け続けていたものの、2012年5月4日に開催されたユニオンプロレスの後楽園ホール大会においてさくらえみwith紫雷美央との「実年齢コントラ厚化粧マッチ」にて敗退しパスポートを場内スクリーンに映し出され、以降は実年齢を公表していた。それが偶然にも内藤と同い年であったことから、団体を超えた両者の絡みは多くなっていくことになる。

6月13日、アイスリボン396・道場マッチにて、長野ドラミからエビ固めで勝利。通常ルールの試合でシングル初勝利。
6月23日、アイスリボン旗揚げ6周年記念・北沢タウンホール大会にて、シングルマッチでチェリーに敗れる。
- チェリーからコスチュームへのダメ出しを受けていた内藤は、この試合にチェリーのコスチュームを着用して出場し観客や選手を驚かせる。

6月30日、アイスリボン400・道場マッチにて、ユニオンプロレス所属のチェリー、JWP女子プロレス所属の阿部幸江とトライアングルリボンを行いチェリーから勝利（もう一人は阿部幸江）。
- 阿部も内藤・チェリーと同じ年に生まれている。この日のこのトライアングルリボンは3人とも1974年生まれ。

8月19日、アイスリボン新木場1stRING大会「マッスルビーナスデビュー4周年記念大会」にて、成宮真希と組み藤本つかさ・志田光の所持するREINA世界タッグ王座に挑むも敗退。
9月1日、アイスリボン412・道場マッチにて、松本浩代と組みヘイリー・ヘイトレッド・くるみと対戦し、自分の年齢の半分にも満たない12歳のインターナショナル・リボンタッグ王座のチャンピオンであるくるみにピンフォールを奪われ敗退。
- この日参戦していたチェリーはインターナショナル・リボンタッグ王座のチャンピオン、14歳のつくしからピンフォールを奪っており、内藤に「ガキに舐められるな」と檄を飛ばすと同時にタッグ王座の2人を挑発する。これを聞いたつくしが「ババァになんか負けない」と切り返し、このことが契機となり9月23日のアイスリボン後楽園ホール大会「リボンの騎士たち」でチェリー・内藤組とつくし・くるみ組のタッグ王座を賭けた試合が決定する。

2014年
10月18日、12月31日を最後に引退を表明。
12月31日、成宮真希とのシングルで引退。今後も本業の障害者施設の職員として働く。
2015年
アイスリボンには観戦に訪れているほか私生活では結婚をしている。
5月27日、内藤メアリ結婚おめでとう＆あかね2周年記念試合として元パートナーのチェリーが希月あおいとタッグを組み藤田あかね&藤本つかさと対戦し同日夫婦で会場にも登場してゴングと共に祝福されるがリングに無理やり連れてこられて奇襲を受ける。試合は希月が藤田から勝利する。試合後にはウェディングドレスで登場し藤田にアドバイスを送りブーケトスまで行う。
12月22日、崖のふちプロレス第17戦・追加公演に参戦。

## 人物
- 蕨の現道場におけるプロレス教室出身レスラー第1号である。
- リングネームは「見た目が悪夢（ナイトメア）に出てきそう」ということから、本名の姓である内藤にナイトメアを掛けて、さくらえみにより命名された。
- 大島くじらがデビューするまではアイスリボン最年長選手だった。また、36歳での女子プロレスデビューは島崎晴子（DEP）の42歳、成国晶子（エスオベーション）の39歳に次ぐ記録となる（前出の大島はアイスでは再デビューであり、ガッツワールドにて35歳でデビュー済み）。
- 新田猫子とは同じ埼玉の障害者支援施設にじの会の同僚でともに勤務している。
  - その福祉施設は、2007年3月にさいたまスーパーアリーナ前の広場で開催された大日本プロレスのイベント興行を主催しており、内藤はその大会にスタッフとして参加している。
- プロレス教室出身レスラーである新田猫子・成宮真希とともに「Nキューブ」というユニットを結成している。
- 小林香萌とは同郷であり、小林がアイスリボンに参戦する際に「春日部クラッカーズ」としてタッグを組むことが多い。
- 大の広島東洋カープファン。JWPの中島安里紗とはカープ女子会を結成していて内藤は元カープの前田智徳の大ファン。アイスリボンでは中日ドラゴンズファンの藤田あかねと対立していたが野球タッグを結成している。
- 座談会などでは「だまらっしゃい！」の一言ですべて片付けることもある。
- 同い年のチェリーとはさまざまなタックチームで活動しておりともに38歳の時はBBA38。39歳の時はオバタリアン39。現在は人気芸人日本エレキテル連合にあやかり日本トシキテル連合という名前で活動している。

## 得意技
逆エビ固め
ネックブリーカードロップ
RKO
クラッカー・油性マジックによる凶器攻撃